# Дурасовская 1-я
Дурасовская 1-я — деревня в Холмогорском районе Архангельской области.

## География
Находится в центральной части Архангельской области на расстоянии приблизительно 19 км на запад-северо-запад по прямой от районного центра села Холмогоры на правом берегу речки Лындова.

## История
В 1859 году здесь (тогда деревня Архангельского уезда Архангельской губернии) было учтено 11 дворов, в 1905 — 20. До 2022 года входила в Койдокурское сельское поселение до его упразднения.

## Население
Численность населения: 38 человек (1859 год), 112 (1905), 13 (русские 92 %) в 2002 году, 7 в 2010.